# Solemn League and Covenant
O Solemn League and Covenant (convenção ou contrato e liga solenes), foi um acordo solene que teve a sua primeira versão assinada em 28 de Fevereiro de 1638 em Edimburgo, na Escócia. Trata-se de um documento de central importância na história do nacionalismo escocês. Ocorre pouco após o rei Charles I de Inglaterra, que também reinava sobre a Escócia, sendo na verdade sua dinastia (Stuart) de origem escocesa, ter procurado forçar os nacionais desse reino (a maioria dos quais seguiam a doutrina presbiteriana de John Knox, inspirada no Calvinismo) a praticar nas igrejas os ritos comuns à Igreja Anglicana (em 23 de Julho de 1637 tinham-se iniciado novos desacatos). Nesta convenção ficava resguardada a liberdade de culto da igreja escocesa (Kirk). Deu origem a um verdadeiro movimento social (os covenanters). O covenant teve um impacto muito maior nas Lowlands (zona protestante) do que nas Highlands (zona católica).
Aplicava na prática determinados princípios de inspiração democrática, recusando o poder do rei Carlos I em nome da soberania dos escoceses. Aqueles que o assinaram juraram defender a fé que John Knox tinha fundado. Desencadeou uma verdadeira onda de entusiasmo popular. Foram enviadas cópias para assinatura por todo o país. Diz-se que houve mesmo pessoas que assinaram com o seu próprio sangue. No entanto, também é verdade que houve coerção. Algumas pessoas que se recusavam a assinar o documento foram expulsas.
Mesmo nos colonatos de escoceses do Ulster, muitos assinaram o documento, apesar dos esforços dos oficiais reais em o evitar.
Consequentemente, em Novembro de 1638, a Assembleia General de Glasgow declarou a guerra ao reinado de Satanás e do Anticristo, referindo-se ao rei e seus bispos anglicanos. A estrutura presbiteriana não admite bispos, organizando-se de baixo para cima e não de cima para baixo.
Esta tensão entre três forças, a saber:
- Os puritanos, sobretudo na Escócia, mas também em Inglaterra;
- O parlamento inglês, convocado pelo rei após um longo período de recesso, a fim de obter impostos para enfrentar os rebeldes escoceses;
- As forças do rei Charles I de Inglaterra, um déspota que não tinha intenção de ceder o poder ao parlamento.

Acabariam por resultar na Guerra Civil Inglesa, na derrota de Charles I, seu julgamento e execução em 1649 e a instauração do regime de Oliver Cromwell.
Se se pode dizer que a Guerra Civil Inglesa pôs fim à tendência ao despotismo dos monarcas ingleses e implantou definitivamente o Parlamento e a forma de governo pluralista, esta vitória das forças democráticas deve muito às revoltas religiosas dos puritanos na Escócia.